# Лош
Лош (на френски: Loches) е град в централна Франция, регион Център-Вал дьо Лоар. Разположен е на около 105 м. надморска височина на левия бряг на река Ендър. Населението му е 6486 души (2007).

## История
Лош възниква около манастир, основан в началото на 6 век. Съседният замък Шато дьо Лош принадлежи на графовете на Анжу от 886 до 1205, когато френският крал Филип II Август го отнема от английския крал Джон. От средата на 13 век до времето на Шарл IX той служи за резиденция на френските крале.

## Икономика
Основни отрасли в икономиката на града са животновъдството, винарството и производството на ликьор.

## Личности
- Родени в Лош
  - Алфред дьо Вини (1797-1863), писател

## Побратимени градове
- Вермелскирхен, Германия
- Сейнт Андрюс, Шотландия